# 괴산 홍범식 고가
괴산 홍범식 고가(槐山 洪範植 古家)는 충청북도 괴산군 괴산읍에 있는 조선시대의 건축물이다. 1984년 당시 소유자의 이름을 따 '괴산 이복기 가옥'라는 이름으로 대한민국의 국가민속문화재에 지정되었으나, 1990년 증축으로 인한 원형 훼손과 소유자의 재산권 행사 등의 이유로 1990년 문화재 지정이 해제되었다. 이후 2002년 12월 20일 일안 홍범식 선생과 관련된 역사적 가치를 인정받아, 충청북도의 민속문화재 제14호로 다시 지정되었다.

## 개요
충북 괴산군 괴산읍 동부리에 있는 이 고가는 정남향으로 지어진 건물로, 안채 구조는 전체적으로 정면 5칸·측면 6칸의 ‘ㄷ’자형으로 ‘一’자형 광채를 맞물리게 하여, 광채를 합한 안채는 ‘ㅁ’자형이다. 사랑채는 좌측에 위치해 있으며, 전체적으로 뒷산의 자연경관을 집안으로 끌어들여 조화시키며 오밀조밀한 내부공간을 연출하였던 것으로 보인다. 한편 좌우대칭의 평면구조를 갖는 중부지방의 살림집의 특징적인 건축양식을 보이고 있다.
이 집에서는 금산군수로 재직하다 1910년 한일합방에 항거·자결한 일완(一阮) 홍범식(洪範植, 1871∼1910) 선생이 성장했다. 이어 역사소설 『임꺽정(林巨正)』의 작가 벽초(碧初) 홍명희(洪命憙, 1888∼1968)의 생가로 기능을 했다. 1919년 3·1운동 당시에는 지역 주민들이 모여 만세운동을 꾀하기도 하였다고 전한다.
이 가옥은 1730년(옹정 8년)경에 건축된 것으로 추정되는데, 조선후기 중부지방 양반가의 특징을 보여주는 고가인 동시에 3·1운동과 관련된 유적이며, 문학사적 유산이자 항일지사의 고택인 귀중한 자료로 역사적 가치가 있다. 이에 1984년 당시 소유자의 이름을 따 '괴산 이복기 가옥'이라는 명칭으로 대한민국의 국가민속문화재 제146호로 지정되었으나, 문화재 소유주가 재산권을 행사하겠다는 이유로 증축을 하면서 1990년 문화재 지정이 해제되었다. 이후 해당 가옥의 소유주였던 이복기 씨가 숨진 뒤 해당 가옥은 제대로 관리되지 않은 채 방치되어 원형에 비해 더욱 보존상태가 나빠지고, 철거 위기에 몰리는 등 악화일로를 걸었다.
하지만 해당 가옥에 한일병탄에 항거한 홍범식 선생과 벽초 홍명희 선생이 거주했던 등 역사적 사실이 드러나고, 1996년에는 홍명희 선생의 원작을 바탕으로 한 드라마 《임꺽정》이 큰 인기를 끌면서 해당 가옥을 괴산군에서 매입하고 관광지화하려는 시도가 이어졌다. 괴산군은 해당 가옥을 복원한 뒤 '동부리 가옥'을 거쳐 '홍범식 고가'라는 이름으로 정착시켰고, 이어 2002년에는 충청북도의 민속문화재 제14호로 다시금 문화재에 지정된다. 현재 홍범식 고가는 지역 축제가 열리고 문화 행사가 열리는 등, 지역을 대표하는 문화공간으로 자리 잡으며 시민들의 휴식처가 되고 있다.

## 현지 안내문
이 가옥은 1730년(옹정 8년)경에 건축된 것으로 추정되며, 좌우대칭의 평면구조를 갖는 중부지방의 살림집의 특징적인 건축양식을 보이고 있다. 건물은 중문(中門)을 사이에 두고 동쪽에 안채, 서쪽에 사랑채를 좌우로 배치하고 사랑채 앞에 행랑채를 두었다.
정남향으로 지어진 안채 구조는 정면 5칸·측변 6칸의 ㄷ자형 집으로 중앙에 큰 대청을 두고 그 좌우에 3칸씩의 방과 부엌을 두고 오른쪽에는 3칸 마루를, 서쪽에는 2칸 툇마루를 두었다. 앞으로 2칸의 별채가 있는데 후대의 것으로 보인다. 왼쪽에 위치한 사랑채는 2고주 5량가이며, 장혀를 받친 남도리집이다. 지붕은 합각으로 처리하였다. 전체적으로 뒷산의 자연경관을 집안으로 끌어들여 조화시키며 오밀조밀한 내부공간을 연출하였던 것으로 보인다.

이 곳은 경술국치(庚戌國恥)에 항거 자결 순국한 금산군수(錦山郡守) 일완(一阮) 홍범식(洪範植, 1871~1910) 선생의 고택인 동시에 사랑채는 1919.3.19 괴산만세 시위를 준비하였다고 전하는 3.1만세운동 유적이다. 또한 근대역사소설의 이정표가 된 임꺽정(林巨正)의 작가 벽초(壁初) 홍명희(洪命熹)의 고택으로도 널리 알려진 문학사적 유산이다.

## 같이 보기
- 홍명희
- 홍범식

## 참고 자료
- 괴산 홍범식 고가 - 국가유산청 국가유산포털